# Wzniesienia Zielonogórskie
Wzniesienia Zielonogórskie (315.7) – równoleżnikowy pas wzniesień morenowych, a niekiedy kemowych, wytyczających skrajne położenie ostatniego zlodowacenia vistulian. Zajmuje powierzchnię 1411 km². Wzniesienia rozciągają się między doliną dolnej Nysy Łużyckiej, a doliną Odry (na północ od Nowej Soli). Ich wysokości dochodzą do 221 m n.p.m. w Wale Zielonogórskim, glacjotektonicznie spiętrzonym. Obszar odznacza się znaczną lesistością. Łagodny klimat i dobre nasłonecznienie, szczególnie na Wale Zielonogórskim, sprzyjają uprawie winorośli, prowadzonej tu od czasów średniowiecza.
Do tego makroregionu zalicza się:
- Wzniesienia Gubińskie,
- Dolinę Dolnego Bobru,
- Wysoczyznę Czerwieńską,
- Wał Zielonogórski.